# Maurice Sarraut
Maurice Sarraut (ur. 22 września 1869 w Bordeaux, zm. 2 grudnia 1943 w Tuluzie) – francuski polityk i dziennikarz, brat dwukrotnego premiera Francji Alberta.
W 1913 został senatorem, zaś w 1920 został współwydawcą dziennika La Depeche (Dépâche de Toulouse) w Tuluzie. W 1932 zrzekł się urzędu senatora, by pokierować dziennikiem – został jego wydawcą. Od 1926 do 1927 przewodniczył Partii Radykalnej. Podczas II wojny światowej został zamordowany przez ekstremistycznych zwolenników kolaboracji z nazistowskim okupantem.